# Sui generis
Sui generis (lat.: ‚eigener Art‘) ist ein Fachausdruck mit der wörtlichen Bedeutung „eigener Gattung oder Ordnung, eigenen Geschlechts“ oder „einzigartig in seinen Charakteristika“. Der Begriff wurde von der scholastischen Philosophie entwickelt, um eine Idee, eine Entität oder eine Wirklichkeit zu bezeichnen, die nicht unter ein höheres Konzept eingeordnet werden kann, sondern vielmehr nur durch sich selbst eine Klasse bildet.
Im Sinne von Gattung oder Art wird damit eine Art gemeint, die die eigene Gattung anführt, so zum Beispiel in der Kunst, Musik oder Literatur.

## Recht
In den Rechtswissenschaften ist er ein Terminus technicus, der verwendet wird, um einen Gegenstand in juristischen Klassifikationen beschreiben zu können, gleichwohl er nicht in die übliche Formtypik passt, weil er einzigartig ist.

„Wo die vertrauten Begriffe versagen, hilft sich der Jurist mit der Qualifikation als Sache sui generis.“

Es ist allerdings zu beachten, dass die Einordnung eines Gegenstands oder Phänomens in die Kategorie sui generis nur das letzte Mittel sein darf, um diesen Gegenstand zu beschreiben. Vorher ist die Möglichkeit auszuschöpfen, den Gegenstand in vorhandene Kategorien, wenn auch durch deren Erweiterung, einzuordnen.
Im Hinblick auf die Institution der Europäischen Union sprechen Rechtswissenschaftler vom „Gebilde sui generis“. Das Bundesverfassungsgericht untersuchte in seinem Maastricht-Urteil die EU und stufte sie wegen fehlender Staatlichkeit der Gemeinschaftsebene mit dem Charakter sui generis mit dem neu gebildeten Begriff Staatenverbund ein, da sie weder Bundesstaat noch Staatenbund, sondern ein völkerrechtlich einzigartiges Gebilde darstelle. Der Begriff sui generis ist Ausdruck der Schwierigkeiten, die Europäische Union mit staats-, völkerrechtlichen oder politikwissenschaftlichen Kategorien zu erfassen. In der Verfassungsgeschichte wird die sui-generis-Natur der Europäischen Union oftmals der des Heiligen Römischen Reichs gegenübergestellt, die der Rechtsphilosoph Samuel Pufendorf im 17. Jahrhundert als „irregulären und einem Monstrum ähnlichen Körper“ umschrieb.
Staatsrechtler und Politikwissenschaftler diskutieren auch, ob das Regierungssystem der Schweiz, die gegenwärtig als einziger Staat der Welt eine Direktorialregierung hat, als Typus sui generis zu qualifizieren sei.
Auch das deutsche Vertragsrecht kennt den Vertrag sui generis. Dies ist ein Vertrag, der zu keinem der gesetzlich bestimmten Vertragstypen gehört.
Heute wird der Ausdruck zunehmend auch von der Politikwissenschaft und von Politikern in Anspruch genommen.

## Militär
In der militärpolitischen und militärsoziologischen Diskussion ist umstritten, ob der Soldatenberuf ein Beruf sui generis ist; insbesondere infolge der sogenannten Schnez-Studie von 1970, die diesen Anspruch erhob. Für diese These wird angeführt, dass besondere physische und psychische Anforderungen an einen Soldaten gestellt würden und dass militärische Strukturen nicht mit zivilen zu vergleichen seien (Befehl und Gehorsam auf der einen Seite, das arbeitsvertragliche Weisungsrecht auf der anderen). In neueren Diskussionen wird zudem die Tapferkeitspflicht und das Töten und Sterben von Soldaten wie im Afghanistaneinsatz der Bundeswehr als exzeptionelles Merkmal des Soldatenberufes herausgestellt. Dagegen wird unter anderem der regelmäßig lebensgefährliche Einsatz von Feuerwehrleuten angeführt.